# 蓬雄
蓬雄（法語：Ponchon，法語發音：[pɔ̃ʃɔ̃]）是法国瓦兹省的一个市镇，属于博韦区。

## 地理
蓬雄（49°20'48"N, 2°11'42"E）面积9.73 平方千米，位于法国上法蘭西大區瓦兹省，该省份为法国北部内陆省份，北起索姆省，西接厄尔省和滨海塞纳省，南至塞纳-马恩省和瓦兹河谷省，东临埃纳省。
与蓬雄接壤的市镇（或旧市镇、城区）包括：阿布库尔、贝尔特库尔、奥当克莱韦克、诺阿耶、锡伊-蒂亚尔、维莱圣塞皮尔克。

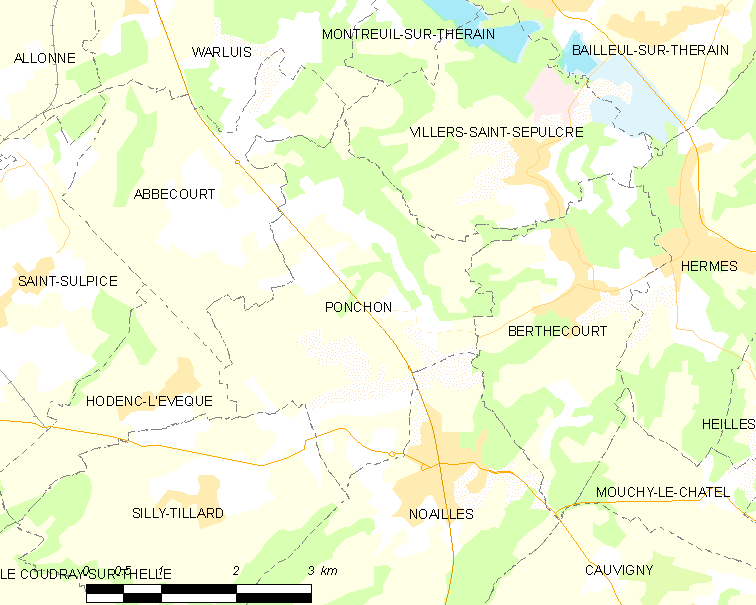
蓬雄的OSM定位图

蓬雄的时区为UTC+01:00、UTC+02:00（夏令时）。

## 行政
蓬雄的邮政编码为60430，INSEE市镇编码为60504。

## 政治
蓬雄所属的省级选区为韦克桑地区肖蒙县。

## 人口

1962-2008年间蓬雄人口变化图示

蓬雄于2022年1月1日时的人口数量为1151人。